# Kyle Chipchura
Kyle Douglas Glen Chipchura (* 19. Februar 1986 in Westlock, Alberta) ist ein ehemaliger kanadischer Eishockeyspieler und derzeitiger -trainer, der im Verlauf seiner aktiven Karriere zwischen 2002 und 2020 unter anderem 497 Spiele für die Canadiens de Montréal, Anaheim Ducks und Phoenix bzw. Arizona Coyotes in der National Hockey League (NHL) auf der Position des Centers bestritten hat. Seine größten Karriereerfolge feierte Chipchura jedoch im Trikot der Hamilton Bulldogs aus der American Hockey League (AHL) mit dem Gewinn des Calder Cups im Jahr 2007 sowie mit dem Gewinn der Goldmedaille bei der U20-Junioren-Weltmeisterschaft 2006 mit der kanadischen U20-Nationalmannschaft.

## Karriere

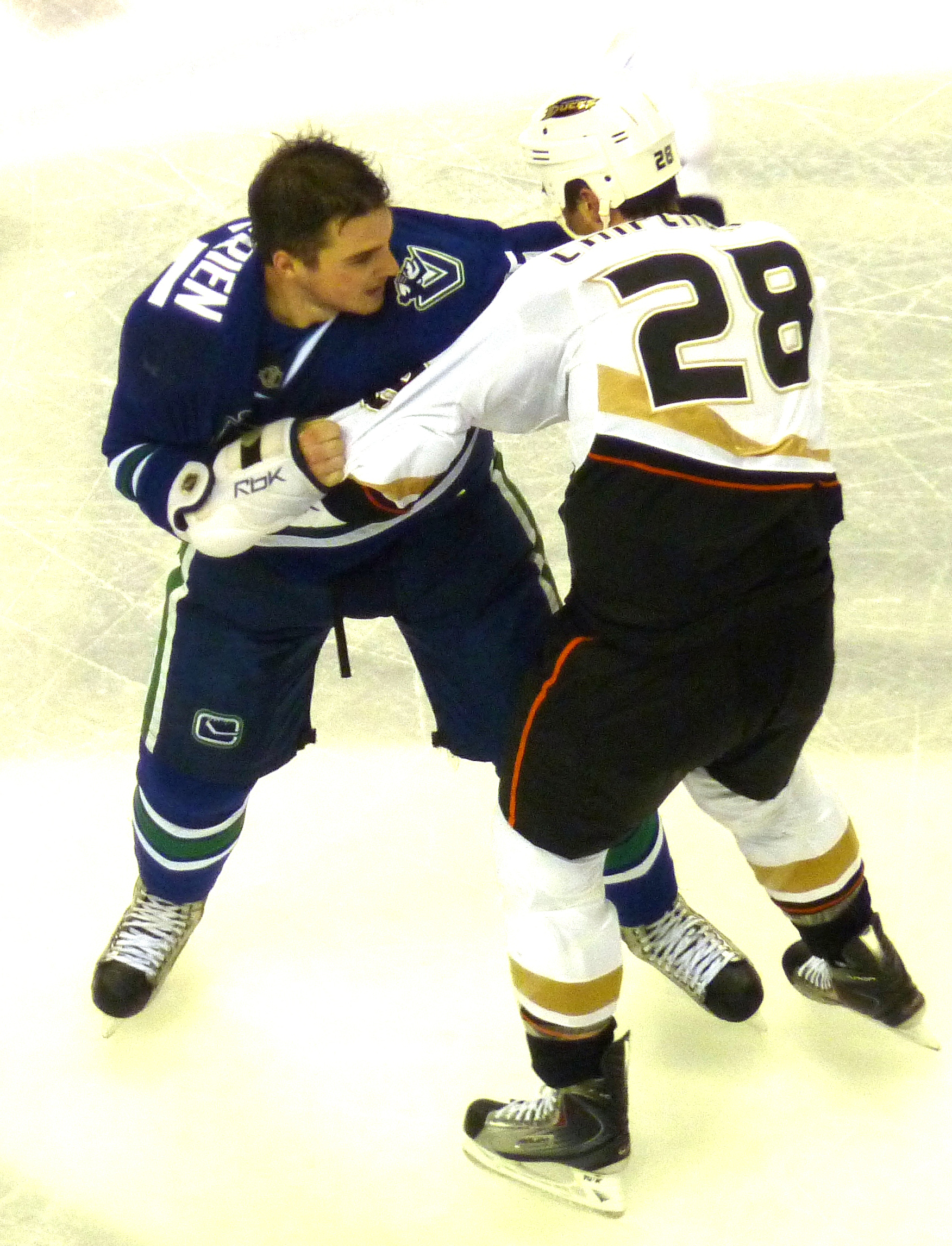
Chipchura (rechts) im Duell mit Shane O’Brien

Chipchura begann seine Karriere als Eishockeyspieler bei den Prince Albert Raiders, für die er von 2002 bis 2006 in der Western Hockey League aktiv war. In diesem Zeitraum wurde der Angreifer im NHL Entry Draft 2004 in der ersten Runde als insgesamt 18. Spieler von den Canadiens de Montréal ausgewählt, mit deren Farmteam, den Hamilton Bulldogs aus der American Hockey League (AHL), er in der Saison 2006/07 den Calder Cup gewann.
In der folgenden Spielzeit gab der Linksschütze sein Debüt in der National Hockey League (NHL) für die Canadiens de Montréal, für die er in seinem Rookiejahr in 36 Spielen vier Tore erzielte und sieben Vorlagen gab. Er begann die Saison 2009/10 bei den Canadiens in der NHL, während er zuvor noch parallel für Hamilton in der AHL auf dem Eis stand. Am 2. Dezember 2009 wurde er im Austausch für ein Viertrunden-Wahlrecht im NHL Entry Draft 2011 zu den Anaheim Ducks transferiert. Nach einer soliden ersten Spielzeit in Anaheim einigte er sich mit den Kaliforniern auf eine Vertragsverlängerung um ein Jahr. In der Saison 2010/11 gelang es dem defensiven Stürmer jedoch nicht an die vorhergehende Spielzeit anzuknüpfen, worauf die Kalifornier im Juni 2011 entschieden ihm kein neues Vertragsangebot zu unterbreiten, sodass Chipchura Anfang Juli 2011 zum Free Agent wurde. Am 19. Juli 2011 einigte er sich auf einen Kontrakt für ein Jahr bei den Phoenix Coyotes.
Nach insgesamt vier Jahren bei den Coyotes verließ Chipchura Nordamerika erstmals im Juli 2016 und schloss sich dem HC Slovan Bratislava aus der Kontinentalen Hockey-Liga (KHL) an. Ein Jahr später wechselte er innerhalb der KHL zu Kunlun Red Star, ehe er zur folgenden Spielzeit wieder zum HC Slovan zurückkehrte. Nach einem einjährigen Engagement beim russischen KHL-Klub Sewerstal Tscherepowez in der Saison 2019/20 beendete der 34-Jährige im Sommer 2020 seine aktive Laufbahn.
Er begann danach eine Trainertätigkeit und wurde in der Spielzeit 2023/24 in den Trainerstab des Juniorenteams Edmonton Oil Kings aus der WHL aufgenommen. In der folgenden Saison stieg er zum Assistenztrainer auf.

### International
Für Kanada nahm Chipchura an der U18-Junioren-Weltmeisterschaft 2004 sowie der U20-Junioren-Weltmeisterschaft 2006 teil. Bei der U20-Junioren-Weltmeisterschaft gewann der Stürmer mit den Kanadiern die Goldmedaille.

## Erfolge und Auszeichnungen
- 2006 Goldmedaille bei der U20-Junioren-Weltmeisterschaft
- 2006 WHL East Second All-Star Team
- 2007 Calder-Cup-Gewinn mit den Hamilton Bulldogs

## Karrierestatistik

### International
Vertrat Kanada bei:
- U18-Junior World Cup 2003
- U18-Junioren-Weltmeisterschaft 2004
- U20-Junioren-Weltmeisterschaft 2006

(Legende zur Spielerstatistik: Sp oder GP = absolvierte Spiele; T oder G = erzielte Tore; V oder A = erzielte Assists; Pkt oder Pts = erzielte Scorerpunkte; SM oder PIM = erhaltene Strafminuten; +/− = Plus/Minus-Bilanz; PP = erzielte Überzahltore; SH = erzielte Unterzahltore; GW = erzielte Siegtore; 1 Play-downs/Relegation; Kursiv: Statistik nicht vollständig)